# さくらんぼテレビ プライムニュース
『さくらんぼテレビ プライムニュース』は、さくらんぼテレビにて2018年4月2日から2019年3月31日（平日版は3月29日）まで放送されていた山形県向けローカルワイドニュース番組。

## 番組概要
キー局・フジテレビが『プライムニュース イブニング』をスタートさせることに伴い、3年間続いた『さくらんぼテレビ みんなのニュース』の後継番組として放送開始。
- カラーリング：PRIMEnewsさくらんぼテレビ

上の段に『PRIME』、下の段に『news さくらんぼテレビ（局ロゴ）』と表記。

## 出演者
平日版
| 期間     | 期間      | 男性     | 女性   |
| -------- | --------- | -------- | ------ |
| 2018.4.2 | 2019.3.29 | 白田貴彦 | 岩渕葵 |

週末版
- シフト勤務

## SAY歴代の夕方ニュース
| 期間      | 期間      | 番組名                            |
| --------- | --------- | --------------------------------- |
| 1997.3.15 | 1997.3.30 | SAYスーパータイム                 |
| 1997.3.31 | 1998.3.29 | SAYニュース555 ザ・ヒューマン     |
| 1998.3.30 | 2015.3.29 | SAYスーパーニュース               |
| 2015.3.30 | 2018.4.1  | さくらんぼテレビ みんなのニュース |
| 2018.4.2  | 2019.3.31 | さくらんぼテレビ プライムニュース |
| 2019.4.1  | 2020.9.27 | さくらんぼテレビ Live News        |
| 2020.9.28 | 現在      | News イット! やまがた             |